# Американский пирог представляет: Правила для девочек
«Американский пирог представляет: Правила для девочек» (англ. American Pie Presents: Girls’ Rules) — американская молодёжная комедия Майка Эллиота 2020 года. Это пятый спин-офф «Американского пирога» и девятый фильм в этой франшизе. Тем не менее, в фильме нет актёров из прошлых частей, даже Юджина Леви, который присутствовал во всех восьми предыдущих фильмах. Фильм был выпущен на DVD 6 октября 2020 года. Фильм является самостоятельным сиквелом и рассказывает о кузине Стива Стифлера Стефани (Лиззи Бродвей) и ее друзьях.
Фильм был выпущен компанией Universal Pictures в прокат и на DVD 6 октября 2020 года. Он был выпущен на Blu-ray 7 сентября 2021 года.

## Сюжет
Энни, Кайла, Мишель и Стефани давние подруги. Они учатся в последнем классе старшей школы и в данный момент все имеют проблемы в личной жизни. Энни переживает из-за того, что она всё ещё девственница. У неё есть любимый парень по имени Джейсон, но он уехал учиться в другой штат. Кайлу бросил её парень Тим из-за того, что она очень подозрительная и ревнивая. Мишель никак не может найти своего человека, поэтому переключается на изучение различных техник самоудовлетворения. Стефани Стифлер в свою очередь ведёт беспорядочную половую жизнь. Подруги решают, что им нужно срочно наладить свою личную жизнь и дают себе срок до выпускного вечера, до которого остаётся пять недель.
Неожиданно в школе появляется новая директриса Эллен Фишер, которая поселяется рядом с домом Энни. В школе также появляется новый ученик Грант, который приходится сыном директрисы. Не сговариваясь, подруги кладут глаз на этого нового мальчика. Мишель начинает его навязчиво преследовать. Кайла использует его, чтобы заставить своего Тима ревновать. Стефани он привлекает тем, что не обращает на неё никакого внимания, хотя обычно она пользуется успехом у противоположного пола. Самому Гранту симпатична Энни, но принять его ухаживания она не может, ведь у неё уже есть парень.
Вся эта история вскрывается на вечеринке директрисы Эллен, куда Энни приходит со своим папой, так как у того с директрисой завязались отношения. Там Энни встречает своих подруг, от которых и узнаёт, что все они гоняются за одним Грантом. Грант в свою очередь сообщает Энни о своей симпатии к ней. Раздираемая противоречиями Энни отправляется в соседний штат к своему Джейсону, чтобы, наконец, определиться в своих чувствах, но на месте выясняет, что тот изменяет ей. Стефани устраивает вечеринку, на которой подруги решают оставить Гранта в покое, раз уж ему самому нравится Энни. Однако внезапно Грант в Энни разочаровывается, когда узнаёт, что у подруг был какой-то спор насчёт него.
Наступает выпускной вечер. У всех кроме Энни к этому моменту личная жизнь неожиданно налаживается. Кайла и Тим после своего расставания всё равно продолжали встречаться друг с другом ради секса и в конечном итоге поняли, что не могут жить друг без друга. Мишель нашла своего человека в лице Оливера, помощника директрисы. Стефани же, пока пыталась привлечь к себе внимание Гранта, сблизилась с его другом Эмметом, с которым когда-то сама дружила в детстве, и прониклась им. Остаётся только примириться Энни и Гранту, что и происходит на выпускном вечере.

## В ролях
- Мэдисон Петтис — Энни
- Лиззи Бродвей — Стефани Стифлер
- Пайпер Курда — Кайла
- Наташа Бенхам — Мишель
- Дэррен Барнет — Грант
- Закари Гордон — Эммет
- Камерон Энджелс — Тим
- Зэйн Эмори — Джейсон
- Кристиан Вальдеррама — Оливер
- Сара Рю — директор Эллен Фишер
- Эд Куинн — Кевин
- Дэнни Трехо — Стив Гарсия

## Разработка
После успеха фильма "Американский пирог представляет: Книга любви" в 2010 году сценарист Дэвид Х. Стейнберг был нанят для написания следующего фильма серии под названием "Американский пирог представляет: Восточный Грейт-Фоллс", в центре которого будут четыре ученика-мужчины из средней школы Восточного Грейт-Фоллса, влюбленные в одну и ту же ученицу. С 2017 года студия Universal наняла новых сценаристов, чтобы изменить пол всех персонажей.

## Рецензии
Фильм в основном был встречен негативно. На сайте Rotten Tomatoes рейтинг «свежести» фильма составляет 30 % на основе 10 рецензий. Джош Белл из Crooked Marquee предполагает, что возможно в этот раз во главу угла поставили женских персонажей, чтобы таким образом искупить мизогинию предыдущих спин-оффов, хотя, по его мнению, создатели фильма всё равно понятия не имеют, что делать с женскими персонажами. Было отмечено, что фильм не такой грубый, как предыдущие и в нём даже нет наготы. Робин Бар из The Hollywood Reporter посетовал, что фильм пытается представлять собой прогрессивную перезагрузку оригинального фильма только потому, что здесь главные роли исполняют женщины, хотя на деле это просто безвкусная романтическая комедия. Негативная рецензия вышла и в The New York Times. Некоторые критики предположили, что возможно для такого фильма создателям нужно было попробовать позвать в качестве сценаристов собственно самих женщин.